# 古語辞典
古語辞典（こごじてん）とは、国語辞典の一種。古語（上代語・中古語・中世語・近世語）を見出しとして、意味・語誌・用法などを説明した上で用例を添えたもの。
現在は、用例全文に現代語訳を施した、全訳古語辞典が発売され、特色を競っている。また、電子辞書やインターネット辞書も、近年利用者を増やしている。

## 構成

### 見出し
一般的に古語辞典の見出しは「かな表記【漢字表記】」のように書かれる（例：こごじてん【古語辞典】）。また、それぞれの詳細は以下の通り。
| かな表記 | 仮名遣いは基本的に「歴史的仮名遣い」が用いられる。見出しにはひらがな、読み仮名にはカタカナが多く、単語の区切りには「-」を用いることがある（例：まつを-ばせう【松尾芭蕉】マツオバショウ）。活字は明朝体が用いられることが多かったが、最近ではゴシック体も見られる。活用のある用言は終止形を見出し語とする辞書が大半である。 |
| 漢字表記 | 現在では「常用漢字表」あるいは「人名用漢字表」における新字体が用いられることが多い。送り仮名は「送り仮名の付け方」（昭和48年6月内閣告示）に従っているものが多い。 |

語義がほぼ同じである場合は、見出しの表記が少々異なる語も一つの項にまとめられる。語義が異なる場合には別項とする（例：じてん【字典】、じてん【辞典】、じてん【事典】）。

### 排列
近代以後の古語辞典は、項目を五十音順に排列する。個々の辞典によって細部は異なるが、基本的なルールはだいたい同じである。また、「ゝ・ゞ・〻・〱・々」などの踊り字は固有名詞以外では見出し語に使用せず、ひらがなが用いられる。
- 清音、濁音、半濁音については、そのまま清音、濁音、半濁音の順となる（例：はり【玻璃】、ばり【罵詈】）。
- 直音、促音、拗音については古語辞典により異なる。促音、拗音については直音で収録されている場合もある。
- 複合語についても古語辞典により異なる。
  - 完全に独立項目とするもの（例：こごきょういく【古語教育】やこごしんぎかい【古語審議会】をこご【古語】とは別項目として配置）。
  - 親項目に続けてインデントを下げて配置するもの（例：こごきょういく【古語教育】やこごしんぎかい【古語審議会】をこご【古語】を親項目としてその中に配置）。
- 同音の場合の配列についても古語辞典により異なる。
- 用言についても古語辞典により異なる。
  - 終止形として完全に独立項目とするもの（例：ほきうた【祝き歌】やほきたてまつる【祝き奉る】をほく【祝く】とは別項目として配置）。
  - 連用形として親項目として続けてインデントを下げて配置するもの（例：ほきうた【祝き歌】やほきたてまつる【祝き奉る】のほき【祝き】を親項目としてその中に配置）。

## 種類
目的や用途に応じて、規模や基本方針が異なる。概ね以下の2種類がある。

### 古語辞典
用例全文に現代語訳を施していない従来型のもの。用例全文に現代語訳がなくても理解できる上級者向け。同じサイズであれば全訳古語辞典よりも収録語数が多い。古典文学研究のための大辞典もある。
古語辞典の名を持つ最初のものは、1929年（昭和4年）に刊行された松岡静雄編『日本古語大辞典』であるが、これは出典を上代文献に限定しており、収録語彙にも偏りがある。古語辞典の先駆といえるのは、1932年（昭和7年）に刊行された江波煕編『参考古語辞典』で、学習用と同時に受験参考書用に編纂されており、今日の形式の原型を示している。なお、現代における典型的な古文学習用の古語辞典は、1953年（昭和28年）に刊行された三省堂編修所編『明解古語辞典』が最初である。

### 全訳古語辞典
用例全文に現代語訳を施してあるもの。対象が高校生などの初学者であるのと、用例全文に現代語訳を施す分、手頃なサイズに収まるよう、従来の古語辞典よりは収録語数を抑えている。1987年（昭和62年）に刊行された北原保雄編『全訳古語例解辞典』以降、多数の学習古語辞典が取り入れている。

## 歴史

### 近世
近世には、石川雅望『雅言集覧』、太田全斎『俚言集覧』、谷川士清『和訓栞』といった辞書が出た。『俚言集覧』は俗語・方言・諺などを収めたもので、『雅言集覧』は和歌や擬古文で使用される語彙を網羅的に集めたものであり、いわば前者は国語辞典であるが、後者は古語辞典である。『和訓栞』は本格的な五十音順の辞書であり、前編は古語・雅語、中編は雅語を収めた古語辞典、後編は方言・俗語を収めた国語辞典で、見出し語の下に語釈・用例をかなり細かく示している。

### 近代以降戦前まで
近代国語辞典の始まりは『言海』であると一般に認められている。『言海』は1875年（明治8年）2月起草、1884年（明治17年）脱稿、これを4分冊にして1889年（明治22年）5月に第1版を刊行、1891年（明治24年）4月に完結した後、1冊にまとめられ、大正末年までに四百数十版を重ねた。『言海』以前にも辞書の形式を備えたものがないわけではなかったが、収載された語彙が豊富なのと語釈が精確なのとをもって、日本の辞書史上に不朽の足跡をのこす労作であった。しかし、時代の推移にもとづく新語の増補のないまま版を重ねてきたこと、もともと古語の多いこと、また漢語の多くはむしろ漢和辞典に譲っていることなどの点から、次第に古語辞典としての価値しかもたなくなってしまった。

## 主要な古語辞典
ここでは、一般向け古語辞典と高校生以降を対象とする高校生 - 一般向け（ここでは、端書きに高校生向けと記載されているものも指す）辞典を五十音順に出版社ごとに列記する。この中には現在、絶版になっているものも含む。一般書店では小型版が主流である。

### 岩波書店
同社の代名詞『広辞苑』で有名。古典の文学全集としては日本最大の『日本古典文学大系』を有する。
岩波古語辞典
- 大野晋・佐竹昭広・前田金五郎【編著】 収録語43,000 小型　一般向け

同社を代表する古語辞典。1974年に初版刊行以降、1990年の補訂版まで刊行。用言の見出し語が終止形ではなく連用形であるのが特徴で、その用言から派生した言葉は全てその見出し語の下に追い込んであるほか、上代特殊仮名遣をローマ字で示すなどの工夫を凝らしている。また、スマートな語釈に定評がある姉妹版の『岩波国語辞典』とは対照的に、語源について詳しく、語義の説明に独特の蘊蓄が傾けられているが、これについては「その解説が適当かどうかを判断する力が求められる」という意見があり、注意を要する。

### 旺文社
古くからの古参で、受験、学習用に強みを持つ。古語辞典の類も多く、改訂も盛んに行っている。デジタルコンテンツへの取り組みにも積極的である。
旺文社古語辞典
- 松村明・山口明穂・和田利政【編著】 収録語43,500 小型　高校生 - 一般向け

同社を代表する古語辞典。1960年に初版刊行以降、2015年の第十版増補版まで刊行。初版発行より55年以上のロングセラーで、累計売上は2001年の第九版発行時点で1,100万部にのぼる。収録語数は小型古語辞典としてはトップクラスで、見出し語を3段階の重要度別に表示している。古語辞典の中でもオーソドックスな語義の解釈に定評がある。「語意・語感」「学習」「基本義」などの特設欄で語を解説し、用例も豊富に採録している。巻末にはカラー付録として、図版が収録されており、別冊付録として『助動詞・助詞の早わかり表と百人一首の手引き』が付いてくるのが特徴。一方、電子辞書版もあり、その特徴について記述する。電子辞書ならではの特徴であるが、2016年9月現在、本書『旺文社古語辞典 第十版』も後述する姉妹版の『旺文社全訳古語辞典 第四版』と併せてカシオ計算機の『エクスワード(EX-word)』に搭載されているモデルがあり、同時に検索することもできる。そのため、電子辞書が登場する前は、基本は全訳古語辞典で調べ、全訳古語辞典に見出し語や語義が見つからない場合に、非全訳ながらも収録語数の多い古語辞典から調べるといった使い方をする場合に、従来は手間のかかる作業だったのだが、電子辞書の登場によって瞬時に行えるようになった。
旺文社全訳古語辞典
- 宮腰賢・石井正己・小田勝【編著】 収録語22,500 小型　高校生 - 一般向け

同社を代表する全訳古語辞典。1990年に初版刊行以降、2011年の第四版まで刊行。オーソドックスを追求し続け、正確な訳に定評がある。大学入試で求められる訳し方を意識して、用例の訳が逐語訳である。教科書と過去5年分の大学入試問題を分析し、収録語を決定している。重要語の核となるニュアンスがわかる「重点義」、表現技法を図示した見出し和歌･俳句、語彙・読解問題に役立つ「慣用表現」欄などを盛り込み、古典を学ぶ上で間違いやすい点、わかりにくい点、覚えておくと便利な事柄などを重点的に解説している。巻頭カラーページでは、服装・武具・調度・動植物・色などに関する図版が収録されている。古語辞典の中では、電子辞書やスマートフォンの電子辞書アプリのパイオニアであり、1992年にセイコーインスツルが辞書の文字情報をフル収録した『TR700』を発売して以降、電子辞書のシェアはセイコーインスツルがトップだったが、2001年にカシオ計算機が高校生向けに電子辞書に初めて搭載される古語辞典として本書『旺文社全訳古語辞典 第二版』を『エクスワード(EX-word)』に搭載したモデル『XD-S1200』を発売して以降、一躍カシオ計算機が電子辞書のシェアでトップに立ち、電子辞書のシェアはカシオ計算機の独壇場になる転機となった。以来、エクスワードの古語辞典の搭載されたモデルに本書が選ばれることが多く、同社の『旺文社古語辞典』も併せて搭載されたモデルが出るようになり、2006年にPCのソフトウェア、2011年にiOS向けスマホアプリが発売されるなど、デジタルコンテンツへの取り組みにも積極的である。
旺文社全訳古語辞典小型版
- 宮腰賢・石井正己・小田勝【編著】 収録語22,500 小型

旺文社全訳古語辞典の小型版。1997年に旺文社全訳古語辞典第二版を刊行以来、携帯に便利な小型版も刊行している。
旺文社全訳学習古語辞典
- 宮腰賢・石井正己・小田勝【編著】 収録語12,200 小型　高校生向け

高校生の学習用途に特化した全訳古語辞典。2006年刊行。通常、同サイズの古語辞典は3段組の紙面であることが多いが、2段組の紙面で、初学者にも見やすく紙面を編成している。古語辞典としては、漢文の囲み記事があるのがユニークである。巻末には高校の古典の教科書で用いられる定番教材を集めた、『古文五〇選』が収録されており、原文の左側には、品詞分解の傍注が付いており、単語ごとに分解して、辞書で調べるための手助けとなる。
旺文社高校基礎古語辞典
- 旺文社【編著】・古田東朔【監修】 収録語15,800 小型　高校生向け

高校生の学習用途に特化した古語辞典。1988年に初版刊行以降、1996年の第二版まで刊行。古語辞典と古典便覧と参考書の合体と高校授業と入試に直結がコンセプト。他の辞書に比べて収録語は少ないが、解説は初学者でもわかるように非常に丁寧である。用例は教科書・大学入試問題から採用し出典を明示している。

### 学研教育出版
受験・教育系に強みを持つ。
学研全訳古語辞典
- 金田一春彦【監修】・小久保崇明【編著】 収録語26,000 小型　高校生向け

同社を代表する全訳古語辞典。2003年に初版刊行以降、2014年の改定第二版まで刊行。古典学習・入試対策を用途とする。最重要語に語義の変遷の囲み記事を設け、重要教材を読み解く力を養うためのコラムを新設した。古典教科書から用例を採集。古語辞典では初めて用例の出典にジャンルと時代を明示した。

### 角川書店
小型漢和辞典『新字源』で有名。日本最大の収録語数を有する『角川古語大辞典』を有する。古語辞典の類も最も多い。発行は角川学芸出版が行っている。
角川古語大辞典
- 中村幸彦・岡見正雄・阪倉篤義【編著】 収録語100,000 大型　一般向け

同社を代表する古語辞典であり、日本最大の収録語数を有する。1982年に第1巻(あーか)を刊行以降、1999年の第5巻(ひーん)まで刊行。2012年にプリントオンデマンド版を刊行。古今雅俗にわたる10万余語を採択。中世・近世語多数。人名・地名等の百科事典的説明も充実。日本語の成り立ちと歴史・語の変遷の詳説・適切な用例など、斯界の権威による集団討議を経た、古語辞典の最高峰である。
角川古語大辞典CD-ROM版
- 角川古語大辞典編纂委員会【編著】 収録語95,000 大型　一般向け

『角川古語大辞典』のCD-ROM版。2002年刊行。全5巻、40年の歳月をかけて完成した、9万5千項目の『角川古語大辞典』の完全CD-ROM版。出典、作者、地名等さまざまな角度からの検索も可能。
角川最新古語辞典
- 山田俊雄【編著】 収録語11,000 小型　高校生 - 一般向け

同社の古語辞典の一つ。1980年刊行。古文学習に必要な基礎語に絞って収録。入門期の古文学習に配慮して、現代仮名づかいでも引ける補助見出しを立項。助詞・助動詞は特に力を入れ、重要語は反復して学習できるように編集。
角川新版古語辞典
- 久松潜一・佐藤謙三【編著】 収録語45,000 小型　一般向け

同社の古語辞典の一つ。1989年刊行。基本語から派生語へと発展的に解きあかす精確でわかりやすい解説。用例は主要古典から精選し、1400点の図版・多彩な付録を収めた。
角川必携古語辞典 全訳版
- 吉川泰雄・山田俊雄・室伏信助【編著】 収録語16,000 小型　高校生 - 一般向け

同社の全訳古語辞典の一つ。1997年刊行。1988年刊行の『角川必携古語辞典』に全訳を施した後継版。古文学習に必要不可欠な語に絞って収録。今までの古語辞典に、固有名詞や文芸用語・文法用語をプラス。重要語は大きな見出しで、その用例には精確な全訳を付けた。
角川全訳古語辞典
- 室伏信助・久保田淳【編著】 収録語31,000 小型　高校生 - 一般向け

同社を代表する全訳古語辞典。2002年刊行。全訳古語辞典としては最大の語数を収録。主要古典の有名場面から「特講用例」として思いきった分量の例文を採用し、参考書の要素を兼ねる懇切な解説をした。受験に必要十分な全訳版最大の語数を収録。主要古典の作中人物、和歌・俳句も豊富に立項。
古典基礎語辞典
- 大野晋【編著】 収録語3,200 小型　一般向け

同社の古語辞典の一種。2011年刊行。『岩波古語辞典』で著名な国語学者大野晋の最後の古語辞典。厳選した語を、語源と語誌を重視して懇切丁寧に解き明かし、「日本語とは何か」を再発見する手がかりとなる、古典を正しく味わうための辞書。
江戸時代語辞典
- 潁原退蔵【著】・尾形仂【編】 収録語2,100 小型　一般向け

同社の古語辞典の一種。2008年刊行。前期の上方語から後期の江戸語までを網羅した江戸語辞典の決定版。近世文学研究の泰斗故潁原退蔵博士の遺稿が結実。2万1000余の項目に約5000の出典から4万2000の用例を収録。巻末には出典一覧を付載。

### 講談社
講談社古語辞典
- 佐伯梅友・馬淵和夫【編著】 収録語45,000 小型　一般向け

同社を代表する古語辞典。1969年に初版刊行以降、1997年の新装版まで刊行。主要古典とされる作品を徹底分析して語数も多いため、主要古典の網羅度が高い。巻末には古典読解の必要事項を解説しており、その中には代表的な古典に使用される実在の人名、神名、書名のほか、日本文学史ないし日本語学史上の用語などが整理されている。

### 三省堂
古参で古語辞典の類も多い。独特の語釈で人気の『新明解国語辞典』と新語に強い『三省堂国語辞典』が定評がある。元々国語辞典や英和辞典でデジタルコンテンツへの取り組みには積極的で古語辞典においても取り組み始めている。
時代別国語大辞典
『時代別国語大辞典』の頁を参照。
三省堂新明解古語辞典
- 金田一京助【監修】・金田一春彦【編著】 収録語45,000 小型　高校生 - 一般向け

同社の古語辞典の一つ。1953年初版刊行の『明解古語辞典』の後継版として、1972年に初版刊行以降、1995年の第三版まで刊行。類書中最大級の語数を収録しており、古文学習上の重要語は二段階に標示し、最重要語には大見出しを採用。囲み記事が豊富で、百人一首をはじめ、教科書・教材に頻出する著名な和歌・俳句の全釈を掲げる。最新の考証による挿絵が豊富。巻頭にカラーの付図がついている。また、上述の通り独自の解釈で人気で姉妹版の『新明解国語辞典』とは対照的に、記述は癖のないスタンダードなもので、執筆者の主観的な解釈は抑えられている。なお、本文の解説が通説と異なる場合には、その根拠となる理由を示し、さらに用例を補記して異説を欄外に紹介して関連論文を挙げる。
三省堂例解古語辞典
- 佐伯梅友・森野宗明・小松英雄【編著】 収録語20,000 小型　高校生 - 一般向け

同社の古語辞典の一つ。1980年に初版刊行以降、1992年の第三版まで刊行。用例から古語の意味用法がわかり、解や要説で理解が深まる「例題方式」を採用。
三省堂 詳説古語辞典
- 秋山虔・渡辺実【編著】 収録語41,000 小型　高校生 - 一般向け

同社を代表する古語辞典。2000年刊行。最重要の用例はすべて現代語訳つきで、用例中の要チェック項目がわかりやすい。文法事項は表にまとめ、絵巻きなどに基づく大型図版がある。
三省堂全訳読解古語辞典
- 鈴木一雄・外山映次・伊藤博・小池清治【編著】 収録語21,000 小型　高校生 - 一般向け

同社を代表する全訳古語辞典。1999年に初版刊行以降、2012年の第四版まで刊行。同社によると、全国高校からの推薦数1位で、学習用古語辞典のベストセラーである。見出し語がゴシック体で、誤りやすい語は、現代かなづかいからも引くことができ、動詞・形容詞・形容動詞のすべての語の見出し下に、活用表を掲載している。『旺文社全訳古語辞典』に追従する形でセイコーインスツルの電子辞書に搭載され、2011年にiPadアプリが発売されるなど、デジタルコンテンツへの取り組みも見せている。
三省堂全訳基本古語辞典
- 鈴木一雄【編著】 収録語12,000 小型　高校生向け

高校生の学習用途に特化した全訳古語辞典。1995年に初版刊行以降、2007年の第三版増補新装版まで刊行。教科書密着型のわかりやすさを重視した古語辞典。
現代語から古語を引く辞典
- 金田一春彦・芹生公男【編著】 収録語(延べ)51,100 小型　一般向け

同社の古語辞典の一種。1995年刊行の『現代語から古語が引ける古語類語辞典』の増補改題版として、2007年刊行。短歌や俳句をつくる人や日本語を愛する人向けに現代語から古語が引ける唯一の古語類語辞典。

### 小学館
日本最大の収録語数を誇る『日本国語大辞典』で有名。古典の文学全集として『日本古典文学全集』を有する。
小学館古語大辞典
- 中田祝夫・和田利政・北原保雄【編著】 収録語55,000 中型　一般向け

同社を代表する古語辞典。1983年刊行。同社の日本最大の収録語数を誇る『日本国語大辞典』の姉妹版。一巻本として最大の5万5000語を収録。代から近世に至るまであらゆる分野の文献からことばを渉猟。豊富な用例で古語百科事典としても利用可能。
小学館全文全訳古語辞典
- 北原保雄【編著】 収録語25,000 小型　高校生向け

同社を代表する全訳古語辞典。2003年刊行。古典作品の主要場面の全文を用例とした「全文用例」に、古語辞典で初めて「品詞分解」を施した全訳古語辞典。重要度に応じて3段階(大項目962語、中項目682語、一般項目)に分類。巻頭に全文用例、百人一首、名歌鑑賞、名句鑑賞の各索引、助動詞、コラム、図表、まぎらわしい語の判別、最重要語コラムの一覧が付く。

### 大修館書店
語学関係に強みを持つ出版社。『大漢和辞典』で著名だが、『漢語林』や『ジーニアス英和辞典』のほか、『明鏡国語辞典』にも定評がある。近年デジタルコンテンツへの取り組みも始めている。
大修館古語林
- 林巨樹・安藤千鶴子【編著】 収録語36,000 小型　高校生 - 一般向け

同社を代表する古語辞典。1997年刊行。同社の『漢語林』の姉妹版。最重要語の用例は全訳。72の主要助詞・助動詞は、表組みを使った大型囲み。古文解釈の難関である敬語項目は、敬語の種類や敬意の対象を具体的に示して丁寧に解説。古文学習に必要な規模を備え、従来の辞書の枠を越えた、何を覚えたらよいかにまで踏みこんだ解説で、古文が身近なものになる、新しいタイプの学習古語辞典。2色刷。カシオ計算機、セイコーインスツル両社の電子辞書に本書の「事典」編である『古語林古典文学事典』と本書の名歌名句項目である『古語林名歌名句事典』が搭載されている。
大修館全訳古語辞典
- 林巨樹・安藤千鶴子【編著】 収録語20,000 小型　高校生 - 一般向け

同社を代表する全訳古語辞典。2001年刊行。全用例に、一語一語対応した現代語訳。その語の意味の核心をおさえる、語源から現代語への流れを追った解説。助詞・助動詞は、意味・用法が一目でわかる大型囲み。敬語は、単語から複合語まで、訳し方、敬語の種類、敬意の対象などを詳説。人名・作品名・文法事項など、約千項目の事典を完備。2014年にPCのソフトウェア、2015年にiOS向けスマホアプリが発売されるなど、旺文社に追随する形でデジタルコンテンツへの取り組みが見られる。
基本古語辞典
- 小西甚一【編著】 収録語6,000 小型　高校生向け

高校生の学習用途に特化した古語辞典。1966年に初版刊行以降、1974年の第三版まで刊行。2011年に新装版を刊行。ベストセラー『古文研究法』『古文の読解』で有名な小西甚一が執筆した古語辞典。『基本古語辞典 三訂版』(昭和51年刊)の二色刷大型版『学習基本古語辞典』(昭和59年刊)に初版以降のまえがき4編を収め、一色刷りで復刊。高等学校課程の国語科古典に現れる教材を理解するのに必要な、古代語・中古語・中世語・近世語を収録。

### 東京大学出版会
日本の最高学府東京大学の出版部。東京大学の活動に対応した書籍の出版を主に行う。
古語大鑑
- 築島裕【編著】 収録語40,000 大型　一般向け

学術用途を目的とした古語大辞典。2011年12月に第1巻(あ〜お)刊行以降、2016年3月に第4巻(は〜ん)まで刊行予定だったが、2016年2月になってようやく第2巻(か〜さ)が出版された。第3巻(し〜の)以降はいつ出るか不明である。上代（奈良時代以前）から南北朝時代（14世紀）に至る「古代日本語」を対象とし、特に上代から鎌倉時代の終わり（1333年頃）までの語に重点を置き。その期間に成立した文献に現れる語彙を収録。見出しを現代仮名遣いで示し、語釈、語源などを解説し、文献の用例として最古の用例を探索して採用している。

### ベネッセコーポレーション
通信教育大手。受験・教育系に強みを持つ。古語辞典の種類も多い。
ベネッセ古語辞典
- 井上宗雄・中村幸弘【編著】 収録語47,000 小型　高校生 - 一般向け

同社を代表する古語辞典。1997年刊行。1988年刊行の『福武古語辞典』の続編。収録語数は類書中最大。その内訳は辞典部41,000語と文学用語の事典部約6,000語からなる。別冊『名歌名句鑑賞事典』が付いている。高校生の入門レベルから国文学・国語学の専門までカバー。
ベネッセ全訳古語辞典
- 中村幸弘【編著】 収録語23,000 小型　高校生向け

同社を代表する全訳古語辞典。1996年に初版刊行以降、2007年の改訂版まで刊行。最重要語364語・重要語508語のすべてに「要点語義欄」付き。基本義から各語義への派生を図解。読む前に“わかる”工夫が満載。識別表形式の識別情報。発展学習のポイントをピックアップしやすいタイトル付き。類語比較箇条書きで一目瞭然。引けば正しい見出し語に誘導してくれる9種類のヘルプ見出しを完備。
ベネッセ全訳古語辞典携帯版
- 中村幸弘【編著】 収録語23,000 小型

ベネッセ全訳古語辞典の携帯版。
ベネッセ全訳コンパクト古語辞典
- 中村幸弘【編著】 収録語12,000 小型　高校生向け

『ベネッセ全訳古語辞典』から基本的な語に収録語数を絞った姉妹版。1999年刊行。「見晴らし台方式」など、古文を楽しく理解することに徹した画期的な辞典。

### 明治書院
『新釈漢文大系』で有名。高校生向け国語教科書を発行。
最新詳解古語辞典
- 佐藤定義【編著】 収録語20,000 小型　高校生向け

高校生の学習用途に特化した古語辞典。1991年刊行。高校で必要な2万語を収録。重要語600は赤刷り。同形異種語の識別票は青刷り。付録として別冊『百人一首や助動詞の一覧表』、『引き方がよくわかるテスト形式マニュアル』、『力試しテストハガキ』が付いてくる。

### 文英堂
全訳全解古語辞典
- 山口堯二 鈴木日出男【編著】 収録語30,000 小型

### 東京書籍
東書全訳古語辞典
- 三角洋一 小町谷照彦【編著】収録語23,000 小型